# HMS Kelvin (F37)
«Кельвін» (F37) (англ. HMS Kelvin (F37) — військовий корабель, ескадрений міноносець типу «K» Королівського військово-морського флоту Великої Британії за часів Другої світової війни.

## Історія створення
«Кельвін» був закладений 5 жовтня 1937 року на верфі компанії Fairfield Shipbuilding and Engineering Company, в місті Глазго. 27 листопада 1939 року увійшов до складу Королівських ВМС Великої Британії.